# 반데이란치

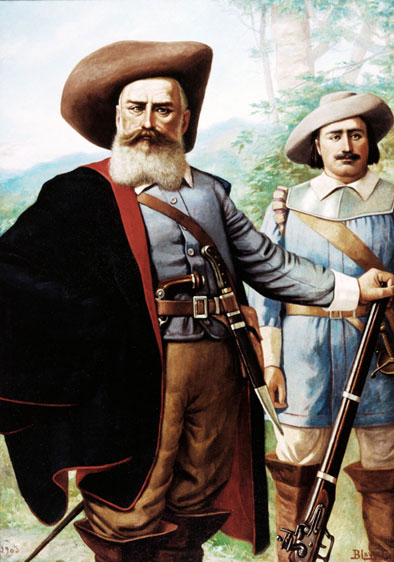
17세기의 반데이란치 도밍구스 조르즈 벨류.

반데이란치(브라질 포르투갈어: bandeirante, 복수: bandeirantes 반데이란치스) 또는 반데이란트(유럽 포르투갈어: bandeirante, 복수: bandeirantes 반데이란트스)는 16-18세기에 브라질 식민지에서 국경을 확장하고 원주민을 복속시키는 원정에 참여한 포르투갈인 초기 정착민들을 가리킨다. 주로 상파울루와 그 주변 지역이 근거지였다. 이들은 브라질 내륙 지역으로 원정하며 1494년 토르데시야스 조약에서 결정된 서경 43도 37분선보다 서쪽까지 확장하였다. 이러한 식민 개척 활동을 "반데이라스(포르투갈어: bandeiras→기치(旗幟))"라고 했다.
상파울루는 반데이란치들의 본거지로서, 대부분의 반데이란치들은 상파울루로 이주해온 포르투갈인 2세대 또는 3세대들이었으나 포르투갈인과 원주민의 혼혈인 마멜루쿠들도 많았다. 이들이 반데이란트 원정을 한 목적은 주로 노예로 삼을 원주민을 포획하거나 금은보석 광산을 찾기 위한 것이었다. 이들이 이윤을 좇은 모험여행을 하면서 지도에 드러나지 않은 지역들을 돌아다닌 결과 오늘날 브라질의 국경이 대략 확립되었다.

## 같이 보기
- 상파울루주
- 엘도라도
- 유럽의 아메리카 식민지화
- 포토시